# Verkegards
Verkegards är ett naturreservat och Natura 2000-område som ligger i Fårö socken, Gotland och bildades 1998..

## Reservatet
Naturreservatet omfattar ett 30 hektar stort skogsområde som är starkt präglat av att det under lång tid nyttjats som betesmark och att all avverkning skett i form av plockhuggning. Många av tallarna i reservatet har en ålder av 200-250 år, och några är ända upp till 300 år gamla. Dessa gamla tallar är mestadels spärrgreniga och har grov skorpbark; pansarbark. I många av tallarna har spillkråka hackat ut håligheter, och dessa används nu som boplatser för bl.a. skogsduva. Fram till 1950-talet häckade även blåkråka i några av dessa hålträd.
Svampen tallticka, som bara lever på gamla tallar, finns här och var inom området. Talltickan orsakar ringröta och bidrar därmed till bildandet av håligheter i träden.
Inom området har påträffats flera ovanliga vedlevande skalbaggar, som reliktbock och smedbock.